# Celtic Frost
Celtic Frost bio je švicarski ekstremni metal sastav iz Züricha. Grupa je poznata po svom velikom utjecaju na ekstremne metal žanrove. Skupina je prvobitno bila aktivna od 1984. do 1993. godine te se kasnije ponovno okupila 2001. godine. Nakon što je Tom Gabriel Fischer napustio sastav 2008. godine, Celtic Frost prestao je postojati. Grupa je bila nadahnuta heavy metal skupinama kao što su Black Sabbath, Judas Priest i Venom, ali i gothic rock izvođačima kao što su Bauhaus, Siouxsie and the Banshees i Christian Death, te hardcore punk grupom Discharge.
Mnogo se vremena raspravljalo o točnom žanru sastava. Njegovi su raniji uradci ponekad bili svrstavani u žanrove thrash, black te čak i death metala, dok je njegov kasniji rad klasificiran kao doom i gothic metal. Razina glazbenog eksperimentiranja na albumima kao što je Into the Pandemonium navela je neke novinare da opišu glazbeni stil grupe kao avangardni metal.

## Povijest sastava

### Osnivanje (1984. – 1985.)
Frontmen Celtic Frosta, gitarist i pjevač Tom Gabriel Fischer, usvojio je pseudonim Tom Warrior. Sa Steveom Warriorom na bas-gitari 1982. godine osniva jedan od najranijih ekstremnih metal sastava - Hellhammer. Stevea Warriora kasnije zamjenjuje Martin Eric Ain, čije je ime također pseudonim (pravo mu je ime Martin Eric Stricker). Grupa je privukla malu međunarodnu grupu obožavatelja, potpisala ugovor s Noise Recordsom u Njemačkoj te u ožujku 1984. snimila debitantski EP Apocalyptic Raids, koji je danas iznimno teško pronaći na eBayu i polovnim prodavaonicama albuma diljem svijeta.
Metal časopisi također su bili vrlo skeptični oko Hellhammerovog glazbenog izričaja. Primjerice, Metal Forces je u potpunosti prezirao grupu, čime je započela dugotrajna svađa između tog časopisa i Warriora te je to dovelo do toga da Celtic Frost nekoliko godina nije svirao u Engleskoj. Rock Poweru također se nije sviđao Hellhammer – smatrali su ga "najstrašnijom, najodvratnijom i najužasnijom stvari koju je 'glazbenicima' ikad bilo dopušteno snimiti". Ustvari, kako je Warrior zaključio, "svugdje smo dobivali bijedne recenzije".
U vezi kontroverznog statusa svoje bivše skupine Thomas je rekao:
Do svibnja 1984. Hellhammer je prestao postojati. Fischer i Ain sa svojim studijskim bubnjarom Stephenom Priestlyem osnivaju novu skupinu - Celtic Frost. Njezin debitantski EP, Morbid Tales, postaje hit u podzemnoj metal sceni te je tako sastav krenuo i na svoju prvu turneju u Njemačku i Austriju. Nakon toga uslijedio je EP Emperor's Return. Oba prvobitna izdanja danas su dostupna na istom CD-u.

### To Mega TherioniInto the Pandemonium(1985. – 1987.)
Jedan od utjecajnijih glazbenih izdanja grupe bio je njezin debitantski studijski album To Mega Therion na kojem basist nije bio Ain, već privremeni basist Dominic Steiner. Naslovnicu je činila slika H. R. Gigera pod imenom Satan I. Album je uvelike utjecao na žanrove death metala i black metala koji su se tada još razvijali. Nakon objave albuma Ain se vratio u sastav. Dvije godine kasnije Celtic Frost objavio je svoj drugi album, Into the Pandemonium; ovaj je album raznovrsniji od prethodnih glazbenih izdanja skupine, sastojeći se od neočekivanih obrada (pjesme "Mexican Radio" grupe Wall of Voodoo), osjećajnih ljubavnih pjesama, učestalih ritmičkih skladbi nastalih pod utjecajem industrijalne glazbe koje govore o demonima i uništenju, tipičnih Frostovih pjesama koje govore o snovima i strahu te od mračne i klasične skladbe koja sadrži ženske vokale.
Budući da je bio dosta drugačiji od njezinog prethodnog rada, Into the Pandemonium grupi je učvrstio žanrovsku odrednicu avangardnog metala; također je označio odstupanje od ekstremnog stila koji je bio prisutan na prethodnim albumima Morbid Tales i To Mega Therion i po kojem je Celtic Frost postao poznat. Međutim, i dalje sadrži simfonijske elemente koji su se pojavljivali i na prethodnim uradcima. Into the Pandemonium čini klasičniji heavy metal stil pomiješan s elementima industrijalne, klasične glazbe i gothic rocka te čak i industrijalno-EBM ritma na pjesmi "One in Their Pride". Usprkos tome, vokali Toma Warriora još uvijek sadrže nekoliko elemenata black metala te su neki gitaristički rifovi zadržali utjecaj thrash metala.
Ovi su albumi bili jedni od ključnih glazbenih izdanja u razvoju podzemne metal scene te su predstavili novi i raznolikiji zvuk. Celtic Frost je, uz Venom i Bathory, bio jedan od glavnih predstavnika podzemne black metal scene, iako je za razliku od ostalih navedenih skupina Celtic Frost po prirodi bio više eksperimentalan.

### Stilističke promjene, unutarnji sukobi i prvi raspad (1987. – 1993.)
Nakon naknadne sjevernoameričke turneje (tijekom koje se sastavu pridružio drugi gitarist Ron Marks) Celtic Frost raspao se zbog financijskih se problema, tenzija između članova grupe i zlosretnog odnosa s diskografskom kućom. Šest mjeseci kasnije Warrior je ponovno formirao skupinu, ovog puta u nj pozvavši bubnjara Stephena Priestlyja, gitarista Olivera Amberga i basista Curta Victora Bryanta. S njima je snimio studijski album Cold Lake koji je 1. rujna 1988. objavio Noise Records. Iako ga se reklamiralo korištenjem pomame za glam metalom, stil albuma bio je više utemeljen na klasičnom heavy metalu. Album nije postigao komercijalni uspjeh i razni su recenzenti kritizirali album.
Bryant je otpustio Amberga i bivši se koncertni gitarist Ron Marks vratio radi snimanja albuma Vanity/Nemesis 1990. godine. Međutim, najznačajnija promjena bila je povratak nekadašnjeg basista Martina Erica Aina, ali se reputacija Celtic Frosta nije u potpunosti oporavila. Sljedeći (i posljednji sljedećih nekoliko godina) album grupe bila je kolekcija rijetkih snimki pod imenom Parched With Thirst Am I and Dying (iz 1992.). Naziv kompilacije bio je nadahnut starom rimskom molitvom. Sadržavala je neobjavljeni materijal, ponovno snimljene inačice starijih pjesama i neke studijske inačice.
Posljednji predloženi album, pod imenom "Under Apollyon's Sun", nikad nije nastao pod tim imenom, iako je Fischer osnovao novu skupinu pod imenom Apollyon Sun.

### Nakon raspada (1993. – 2001.)
Nekoliko godina nakon raspada Celtic Frosta i nekog vremena provedenog izvan glazbene industrije, Fischer je sredinom 1990-ih sa svojim bliskim prijateljem i gitaristom Erolom Unalom osnovao novu skupinu pod imenom Apollyon Sun te je s njom snimio EP God Leaves (And Dies) i studijski album Sub. Iako je očito bio utemeljen na mračnoj i više avanturističkoj glazbi Celtic Frosta, Apollyon Sun bio je industrial metal projekt. Tijekom odmora od glazbe Fischer je također dovršio svoju autobiografiju Are You Morbid?, koju je 2000. godine na pohvale obožavatelja objavio Sanctuary Publishing iz Londona.

### Ponovno okupljanje (2001. – 2008.)
Krajem 2001. godine Fischer i Ain ponovo su počeli zajedno skladati glazbu, uz Unalu na gitari i, od kraja 2002. godine, bubnjarom Francom Sesom (koji je u skupini bio poznat po umjetničkom imenu Inverted Cross). Namjeravali su skladati i snimiti novi, vrlo mračan i žestok album. Projekt je bio dovršen puno kasnije od očekivanog (djelomično zbog toga što su sve radili samostalno i financijskih razloga), ali je krajem 2005. bio dovršen te su ga Fischer i Ain opisali kao "vjerojatno najmračniji album koji je Celtic Frost ikad snimio", utemeljen na glazbenoj atmosferi To Mega Theriona i Into the Pandemoniuma.
Najnoviji je album Celtic Frosta financirala sama skupina pomoću svoje diskografske kuće Prowling Death Records i njezinog ogranka koji je objavljivao njezine uratke, Diktatur des Kapitals. Prowling Death Records izvorno je bio samofinancirani podzemni izdavač koji je objavljivao Hellhammerove demouratke i vodio Hellhammerovu karijeru od 1983. do 1984. godine. Produkciju albuma izvršio je Celtic Frost s Peterom Tägtrenom (iz skupina Bloodbath/Hypocrisy/Pain), a miksali su ga Fischer i Ain. Celtic Frost i Prowling Death Records naknadno su potpisali ugovor s kućom Century Media Records. Album, nazvan Monotheist, bio je objavljen 29. svibnja 2006. godine.
Istog je datuma Celtic Frost otišao na svoju najveću turneju ikad, "Monotheist Tour", na kojoj je u početku bio glavni izvođač na festivalima (kao što je Wacken Open Air, na kojem je svirao pred 50.000 ljudi) diljem Europe, SAD-a i Kanade. Iduće je godine sastav održao svoje prve nastupe u Japanu. Početkom 2007. godine započela je druga europska etapa turneje i skupina se vratila u SAD kao poseban gost Type O Negativeu. Naknadni nastupi i pojavljivanja na festivalima dogodili su se sredinom 2007. godine.
Na nastupima je Celtic Frost svirao s dodatnim koncertnim ritam gitaristom. Ovu je ulogu izvorno obavljao Anders Odden (Cadaver, Satyricon, Magenta), a kasnije V Santura (iz Dark Fortressa).
Početkom 2007. Celtic Frost počeo je skladati materijal za novi album. Tom Fischer izjavio je:
O novom je materijalu Fischer za španjolski metal webzin Hall of Metal komentirao: "Zapravo radim na novom albumu Celtic Frosta i smatram da će biti vrlo ekstreman i mračan. Celtic Frost ima vlastiti stil i zvuk i pokazuje mnoštvo osjećaja. Glazba koju skladam pokazuje stanje mog života, a trenutno mi takva mračna glazba uopće ne predstavlja problem."
Od najave drugog raspada Celtic Frosta u rujnu 2008. više nije bilo razgovora o snimanju i objavljivanju novog albuma. Posljednje nastupe koje je Celtic Frost održao bili su u Monterreyu 12. listopada 2007. i Mexico Cityju dan kasnije.

### Konačni raspad, Triptykon i smrt Martina Erica Aina (2008. – danas)
Fischer je objavio svoj izlazak iz Celtic Frosta 9. travnja 2008. ovom porukom koja je bila objavljena na službenim stranicama sastava:
Pjevač i gitarist Celtic Frosta, Tom Gabriel Fischer, napustio je Celtic Frost zbog nerješivog, snažnog nagrizanja osobnosti koja je toliko hitno bila potrebna za surađivanje unutar skupine tako jedinstvene, promjenjive i ambiciozne.
Basist Ain izjavio je da je grupa "i dalje živa, ali da je u nekoj vrsti kome". Naknadno je rekao da ostatak skupine neće "niti nastaviti snimati niti odlaziti na turneje", jer bi to bez Fischera "bilo apsurdno". Fischer je pak osnovao novi sastav, Triptykon, u kojem su se pojavili Celtic Frostov koncertni gitarist V Santura, izvorni bubnjar Celtic Frosta Reed St. Mark (iako je kasnije napustio projekt te ga je zamijenio Norman Lonhard) i basistica Vanja Slajh. Fischer je napomenuo da će ta nova grupa zvučati slično poput glazbenog stila koji je okarakterizirao Celtic Frostov album Monotheist.
Dana 9. rujna 2008. članovi Celtic Frosta Martin Eric Ain i Tom Gabriel Fischer na službenim stranicama Celtic Frosta potvrdili su da je sastav "zajedno odlučio pustiti Celtic Frost da počiva u miru".
Martin Eric Ain 21. je listopada 2017. preminuo od srčanog udara.

## Žanr
Glazbeni stil Celtic Frosta postepeno se mijenjao tijekom godina. Rani se rad skupine opisuje kao thrash metal i death metal. Celtic Frost je također bio opisan kao avangardni metal sastav zbog korištenja elemenata klasične i elektroničke glazbe u nekim svojim pjesmama, kao primjerice onima na albumu To Mega Therion. Iako se Celtic Frost često opisuje kao black metal, prema riječima autora Axla Rosenberga i Christophera Krovatina "glazba [grupe] bila je prečvrsta, a njezina povezanost sa starom rock 'n' roll glazbom preočita da bi bila black metal." Kasniji rad Celtic Frosta bio je opisan kao doom metal.

## Nasljeđe
Celtic Frost nadahnuo je mnogo black metal, death metal, thrash metal i heavy metal sastava. Grupa Therion, primjerice, dobila je ime po albumu To Mega Therion. Ostale skupine koje su navele Celtic Frost kao utjecaj ili su obradile njegove pjesme uključuju Anthrax, Obituary, Death, Benediction, Brutal Truth, Neurosis, Eyehategod, Cradle of Filth, Marduk, Dimmu Borgir, Goatwhore, Sepultura, Cancer, Asphyx, Pro-Pain, Gorgoroth, Gallhammer, Paradise Lost, Evoken, Napalm Death i mnoge druge. Kurt Cobain i Krist Novoselic iz Nirvane bili su obožavatelji Celtic Frosta.
Dave Grohl (bivši član Nirvane, trenutni član Foo Fightersa) i Mark Tremonti (Alter Bridge, Creed) nekoliko su puta naveli Celtic Frost kao utjecaj. Grohl je naknadno pozvao pjevača Celtic Frosta, Toma Gabriela Fischera, da sudjeluje u snimanju njegovog samostalnog projekta Probot iz 2004. godine, što je rezultiralo zajednički skladanom pjesmom "Big Sky". Alternativni country pjevač Ryan Adams također je rekao da je, uz mnoge druge metal skupine, na njega utjecao i Celtic Frost.
Godine 1996. Dwell Records objavio je In Memory of Celtic Frost, kolekciju pjesama sastava koju su obradili ostali izvođači. Među poznatijim sastavima koji su se pojavili na toj kompilaciji bili su Enslaved, koji je obradio pjesmu "Procreation (of the Wicked)"; Opeth, koji je obradio pjesmu "Circle of the Tyrants"; švedska death metal skupina Grave, koja je obradila pjesmu "Mesmerized"; kadanski thrash metal sastav Slaughter, koji je obradio skladbu "Dethroned Emperor"; Apollyon Sun (u kojem je sudjelovao sam Tom Warrior), koji je obradio "Babylon Fell"; te norveške skupine Emperor, koji je obradio pjesmu "Massacra", i Mayhem, koji je obradio pjesmu "Visual Aggression". Navedeni se CD više ne proizvodi.
Zamoljen da komentira svoj utjecaj na heavy metal, Fischer je izjavio: "Ne, pokušavam se držati podalje od toga. Ja sam glazbenik, ne želim se miješati u to. Nije to zdravo. Želim stvarati dobre albume. I dalje sam živ i smatram da ima još mnogo toga što me čeka. Ne želim se baviti time tko utječe na koga i koje je naše mjesto. Mislim da je to negativna stvar."
Godine 2015. Corpse Flower Records objavio je počasni album Morbid Tales! A Tribute to Celtic Frost. Sadrži nekolicinu obrada pjesama Celtic Frosta koje su obradile skupine kao što su Child Bite (s Philom Anselmom), Acid Witch, Municipal Waste i Hayward (koji sadrži članove iz Neurosisa).

## Članovi sastava
| Konačna postava - Martin Eric Ain – bas-gitara, vokali (1984. – 1985., 1986. – 1987., 1990. – 1993., 2001. – 2008.) - Franco Sesa – bubnjevi, udaraljke (2002–2008) | Bivši članovi - Thomas Gabriel Fischer – vokali, gitara (1984. – 1993., 2001. – 2008.) - Isaac Darso – bubnjevi (1984.) - Dominic Steiner – bas-gitara (1985.) - Reed St. Mark – bubnjevi, udaraljke (1985. – 1988., 1992. – 1993.) - Curt Victor Bryant – bas-gitara (1988. – 1990.), gitara (1990. – 1993.) - Oliver Amberg – gitara (1988. – 1989.) - Stephen Priestly – bubnjevi (1984., 1988. – 1992.) - Erol Unala – gitara (2001. – 2005.) | Koncertni članovi - Ron Marks – gitara (1987.) - Anders Odden – gitara (2006. – 2007.) - V Santura – gitara (2007. – 2008.) |

## Diskografija
Studijski albumi
- To Mega Therion (1985.)
- Into the Pandemonium (1987.)
- Cold Lake (1988.)
- Vanity/Nemesis (1990.)
- Monotheist (2006.)

EP-ovi
- Morbid Tales (1984.)
- Emperor's Return (1985.)
- Tragic Serenades (1986.)
- I Won't Dance (1987.)
- Wine in My Hand (Third from the Sun) (1990.)

Kompilacije
- Morbid Tales/Emperor's Return (1986.)
- Parched with Thirst Am I and Dying (1992.)
- Are You Morbid? (2003.)